# ولادیمیر گولووانوف
ولادیمیر گولووانوف (روسی: Владимир Семёнович Голованов؛ ۲۹ نوامبر ۱۹۳۸ – ۲ اوت ۲۰۰۳) وزنه‌بردار اهل شوروی بود.
وی در مسابقات کشوری و بین‌المللی در مجموع برندهٔ ۲ مدال طلا، ۱ مدال نقره شده‌است.